# THE IDOLM@STER LIVE THE@TER DREAMERS 06
《THE IDOLM@STER LIVE THE@TER DREAMERS 06》，是Lantis於2016年3月23日發售的一張《偶像大師 百萬人演唱會！》系列角色歌曲專輯，簡稱「LTD06」。

## 概要
《THE IDOLM@STER LIVE THE@TER DREAMERS》系列專輯之一。收錄了社群遊戲《偶像大師 百萬人演唱會！》中10位偶像合唱的樂曲《Dreaming!》、10人分為5組演唱的5首二重唱樂曲、以及迷你廣播劇的專輯，於2015年12月3日公佈。迷你廣播劇講述的是以之後在2016年4月16日-4月17日舉辦的演唱會「THE IDOLM@STER MILLION LIVE! 3rd LIVE TOUR BELIEVE MY DRE@M!!」幕張公演為背景的故事，但參演聲優有所不同。2016年2月27日，在東京新宿BLAZE舉辦了LTD06發售紀念活動。

## 收錄曲目
初次收錄的曲目以粗體字表示。「Solo部分」皆為《THE IDOLM@STER LIVE THE@TER SOLO COLLECTION》系列專輯中演唱Solo版本歌曲的偶像。
1. 765PRO LIVE THE@TER
2. Dreaming!
歌：大神環（稻川英里）、菊地真（平田宏美）、高坂海美（上田麗奈）、島原埃琳娜（角元明日香）、田中琴葉（種田梨沙）、永吉昴（齊藤佑圭）、福田法子（濱崎奈奈）、雙海真美（下田麻美）、星井美希（長谷川明子）、舞濱步（戶田惠）
作詞：真崎繪里香、作曲：BNSI（佐藤貴文）、編曲：Arte Refact
3. 765PRO LIVE THE@TER
4. Understand? Understand!
演唱：高坂海美（上田麗奈）、田中琴葉（種田梨沙）
作詞：真崎繪里香、作曲：桑原聖（Arte Refact）、編曲：酒井拓也（Arte Refact）
Solo部分：高坂海美、田中琴葉
5. 
演唱：大神環（稻川英里）、雙海真美（下田麻美）
作詞：松井洋平、作曲：AstroNoteS、編曲：AstroNoteS
Solo部分：大神環、雙海真美
6. Beat the World!!
演唱：菊地真（平田宏美）、舞濱步（戶田惠）
作詞：唐澤美帆、作曲：EFFY、編曲：EFFY
Solo部分：舞濱步、菊地真
7. Emergence Vibe
演唱：島原埃琳娜（角元明日香）、星井美希（長谷川明子）
作詞：松井洋平、作曲：AstroNoteS、編曲：AstroNoteS
Solo部分：島原埃琳娜
8. Dreamscape
演唱：永吉昴（齊藤佑圭）、福田法子（濱崎奈奈）
作詞：藤本記子、作曲：藤本記子、編曲：福富雅之
Solo部分：福田法子、永吉昴
9. 765PRO LIVE THE@TER